# Gaio Sulpicio Galba (pontefice)
Gaio Sulpicio Galba (in latino Gaius Sulpicius Galba; ... – 198 a.C.) è stato un nobile romano.

## Biografia
Faceva parte della gens Sulpicia ed apparteneva alla famiglia Galba, di origine patrizia.
Fu pontefice nel 201 a.C. succedendo a Tito Manlio Torquato ma morì prematuramente, nel 198 a.C..